# Litevská Wikipedie
Litevská Wikipedie (litevsky Lietuviškoji Vikipedija) je jazyková verze Wikipedie v litevštině. Byla založena v roce 2003. V lednu 2022 obsahovala přes 201 000 článků a pracovalo pro ni 10 správců. Registrováno bylo přes 159 000 uživatelů, z nichž bylo asi 420 aktivních. V počtu článků byla 49. největší Wikipedie.